# Mary Julia Wade
Mary Julia Wade (*  1. Februar 1928 in Adelaide; † 14. September 2005 in Charters Towers) war eine australische Paläontologin.

## Werdegang
Wade wuchs auf dem Land auf und studierte ab 1947 an der University of Adelaide mit dem Bachelor-Abschluss (mit Auszeichnung) 1954 in Mikropaläontologie und der Promotion 1959 bei Martin Glaessner über tertiäre Foraminiferen aus Südaustralien. Sie blieb bis 1971 an der Universität und arbeitete dort mit Martin Glaessner über die Ediacara-Fauna in der Flinderskette (zum Beispiel Erstbeschreibung von Kimberella). Sie war dort zuletzt Senior Demonstrator in Geologie, hatte aber keine weiteren Aufstiegschancen.
Ab 1971 war Wade am Queensland Museum in Brisbane, zunächst als Kuratorin für Geologie (später Senior Curator), ab 1980 als stellvertretende Direktorin (Deputy Director) uns ab 1986 als Acting Assistant Director. Dort befasste sie sich vor allem mit frühen Nautiloiden aus dem Ordovizium, für die sie eine morphologische Terminologie schuf, und mit Dinosaurier-Überresten (zum Beispiel zahlreiche Fußspuren) in der Region Winton (Lark Quarry in den Tully Ranges südwestlich von Winton). Der Fundort, den sie mit Tony Thulborn erforschte, kam in die Nationalerbeliste Australiens. Wade fand große Ähnlichkeiten von Nautiloiden aus dem Kambrium in Nordchina und aus dem Nordwesten von Queensland, die sich von anderen Nautiloiden weltweit deutlich unterschieden.
In den 1980er Jahren fand sie in der Gegend von Hughenden den zweiten bekannten Schädel des Muttaburrasaurus, Exemplare des Pliosauriers Kronosaurus, weitere Reste des zuerst in den 1920er Jahren entdeckten jurassischen Sauropoden Rhoetosaurus und ein vollständiges Skelett eines Pliosauriers. Außerdem untersuchte sie kreidezeitliche Mollusken aus dem damaligen Inlandsmeer des Great Artesian Basin.
Nach ihrer Pensionierung 1993 zog sie in den Westen von Queensland und beteiligte sich an der Entwicklung von Zentren von Fossilien- und Dinosauriertourismus in Richmond und Winton.

## Ehrungen
1994 erhielt sie die Queensland Museum Medal. Ein spezielles Symposium der Geological Society of Australia wurde 1998 ihr zu Ehren veranstaltet.
Nach der Paläontologin ist der Mary Wade Award benannt, der für die beste Veröffentlichung eines Nachwuchsforschers der letzten zwei Jahre in einem anerkannten Magazin von den Australasian Palaeontologists (AAP) verliehen wird.